# Katholieke charismatische vernieuwing
De 'katholieke charismatische vernieuwing' is een geestelijke stroming binnen de Rooms-Katholieke Kerk. Diverse groepen en initiatieven zijn daaruit ontstaan
, die eind 20e eeuw is ingezet. Het is met name de ervaring van de nederdaling van de H. Geest in een kapel van de Duquesne-universiteit in 1967 geweest die de specifieke katholieke charismatische vernieuwing heeft doen ontstaan.
De 'onderscheiding der geesten' staat binnen deze beweging centraal. Deze wordt verbonden met openheid voor de werking van de Heilige Geest en voor de charismata (geestelijke gaven). Bij het samen bidden, waarbij men streeft naar 'openheid voor de Heilige Geest', wordt een 'geestelijk aanvoelen' van dat wat mensen gewaarworden belangrijk gevonden. De katholieke charismatische vernieuwing kenmerkt zich door een gerichtheid op God via veel lofprijzing, en op de gaven die Hij volgens gelovigen geeft in en aan mensen. Minder aandacht wordt daarbij gegeven aan 'boze geesten' en aan de satan, alleen als dat uit pastoraal oogpunt wel nodig wordt gevonden. 
Men heeft de visie dat door 'positieve aandacht voor God' (uitgedrukt in lofprijzing), innerlijke genezing, genezing van herinneringen, verzoening en vergeving boze geesten of negatieve invloeden minder kans krijgen in een mensenleven. Soms is er expliciet gebed om bevrijding nodig. Er worden speciale katholieke charismatische weekends voor genezing en bevrijding georganiseerd.
In Nederland wordt deze beweging gestimuleerd door de Stichting Katholieke Charismatische Vernieuwing (KCV), in Vlaanderen door de Katholieke Charismatische Vernieuwing Vlaanderen. Wereldwijd gezien is het een informeel netwerk dat verbonden is met de paus en de bisschoppen, met vergelijkbare bewegingen in andere kerkelijke tradities, zoals binnen het protestantisme het Evangelisch Werkverband en de beweging New Wine.

## Kritiek
Charismatische katholieken en hun praktijken zijn bekritiseerd omdat ze katholieken zouden afleiden van authentieke kerkelijke leerstellingen en tradities, vooral door de aanbidding meer te laten lijken op het Pinksterprotestantisme. Volgens de Amerikaanse evangelische christelijke leider Samuel Rodriguez dragen charismatische diensten in Amerika eenvoudigweg bij aan het aantal katholieken dat zich bekeert tot pinkster- en evangelische denominaties: "Als je tegenwoordig betrokken bent bij een charismatische dienst, zul je over tien jaar onvermijdelijk in een van mijn kerken belanden." In het bijzonder bekritiseren sommige traditionalisten charismatische katholieken als zijnde crypto-protestants.
Critici van de charismatische beweging betogen dat praktijken zoals gebedsgenezing de aandacht afleiden van de Mis en de gemeenschap met Christus die daarin plaatsvindt.
Anderen bekritiseren de beweging omdat ze traditionele katholieke symbolen (zoals het kruisbeeld en het Heilig Hart) zouden verwijderen of verbergen ten gunste van meer eigentijdse uitingen van geloof.
De overtuiging dat buitengewone geestelijke gaven niet langer werkzaam zijn in gewone omstandigheden wordt Cessationisme genoemd.

## Lofprijsbands
Enkele bands die voort komen uit de Nederlandse Stichting Katholieke Charismatische Vernieuwing.
- The Fruits
- Jacobs Ladder